# Gustavus J. Simmons
Gustavus James Simmons (né le 27 octobre 1930 en Virginie-Occidentale) est un mathématicien et cryptographe américain.

## Biographie et œuvre
Gustavus Simmons étudie au Deep Springs College (en) en Californie et obtient un doctorat à l'université du Nouveau-Mexique à Albuquerque. En tant que cryptographe, il dirige le laboratoire de mathématiques appliquées des Laboratoires Sandia. Simmons travaille alors surtout sur le problème de l'authentification ultérieurement appliqué au contrôle mutuel des essais nucléaires mis en œuvre dans le traité d'interdiction complète des essais nucléaires de 1996. Pour ce travail, il obtient en 1986 le Prix Ernest-Orlando-Lawrence du Département de l'énergie des États-Unis.
Simmons a publié de nombreux travaux (plus de 170 articles), notamment sur le chiffrement asymétrique. Il a ainsi découvert en 1984 les canaux subliminaux (en) qui permettent des échanges secrets dans les communications qui ont l'air normales sur des canaux non sécurisé établis par signature numérique. Il a aussi donné une formulation mathématique d'un canal d'authentification qui reprend sur beaucoup d'aspects la notion de canal secret formulée par Claude Shannon en 1948.
Dans les années 1980, Simmons est un des pionniers dans l'implémentation des procédés de décomposition en produit de facteurs premiers sur des calculateurs parallèles aux Laboratoires Sandia avec un ordinateur vectoriel Cray X-MP (en) où il implémente déjà le crible quadratique.
Simmons est un des cofondateurs de l' International Association of Cryptological Research (IACR), dont il est fellow d'honneur.
Simmons est aussi le créateur, en 1969, du jeu de Sim, un jeu à deux joueurs qui consiste à dessiner sur une feuille un triangle dont les côtés sont de même couleur,.

## Ouvrages
- Gustavus J.  Simmons, Contemporary Cryptology : The Science of Information Integrity, Wiley, 1999, 656 p. (ISBN 0-7803-5352-8, présentation en ligne)  — Collection d'articles de Gustavus Simmons parus dans divers périodiques
- Thomas Beth, Markus Frisch et Gustavus J.  Simmons (éditeur), Public-key cryptography; State of the Art and Future Directions, Springer-Verlag, 1992 (ISBN 0-387-55215-4)
- Gustavus J.  Simmons (éditeur), Secure Communications and Asymmetric Cryptosystems, Westview Press pour l'AAAS, 1982, 338 p. (ISBN 0-86531-338-5)

## Prix et distinctions
- 1986 : Lauréat du prix Ernest-Orlando-Lawrence du Département de l'énergie des États-Unis[2].
- 1991 : Docteur honoris causa de l'université de Lund, en Suède pour ses travaux sur authentification[6].
- 1995-1996 Rothschild Professor au Isaac Newton Institute for Mathematical Sciences, Cambridge University et Visiting Fellow of Trinity College, 1995-96.
- 1996 : Lifetime Fellow de l'Institute of Combinatorics and its Applications.
- 2005 : Fellow de l'IACR « for pioneering research in information integrity, information theory, and secure protocols and for substantial contributions to the formation of the IACR »[7].
- 2009 : Prix James F. Zimmerman de l'université du Nouveau-Mexique[8].